# Нестор, Наталия Владимировна
Наталия Владимировна Нестор (род. 15 января 1986, Киев, УССР, СССР) ― украинский юрист, адвокат, доктор юридических наук (2019), Заслуженный юрист Украины (2019), заместитель директора Киевского научно-исследовательского института судебных экспертиз Министерства юстиции Украины.

## Образование
В 2003 году окончила среднюю школу № 9 (г. Киев).
В 2009 окончила юридический факультет Киевского национального университета имени Тараса Шевченко.

## Биография
2005—2018  — занималась юридической и адвокатской практикой.
2009—2012 — аспирантка кафедры правосудия юридического факультета Киевского национального университета имени Тараса Шевченко.
2013 — защитила в Национальной академии прокуратуры Украины кандидатскую диссертацию на тему «Введение медиации в уголовном процессе Украины» (специальность 12.00.09 — уголовный процесс и криминалистика; судебная экспертиза; оперативно-розыскная деятельность), которая получила положительные отзывы. 
С 2016 — ассистент кафедры уголовного процесса и криминалистики юридического факультета Киевского национального университета имени Тараса Шевченко.
В 2018 назначена заместителем директора по научной работе Киевского научно-исследовательского института судебных экспертиз Министерства юстиции Украины.
2019 — защитила в Сумском государственном университете докторскую диссертацию на тему «Административно-правовые основы осуществления контроля за деятельностью судов (судей) в Украине» (специальность 12.00.07 — административное право и процесс; финансовое право; информационное право), которая была положительно оценена официальными оппонентами. Согласно отзывам оппонентов в диссертации был сформулирован ряд новых концептуальных научных предложений и выводов.
2022 — приказом № 724 від 09.08.2022 Министерства образования и науки Украины было присвоено научное звание старшего исследователя.

## Сфера научных интересов
Сфера научных интересов включает медиацию, как один из способов урегулирования споров. Также в сферу научных интересов входит судебная экспертиза как вид деятельности.

## Участие в научных мероприятиях

### 2018 год
- Доклад[13] на тему "Судебно-экспертное образование в Украине: история и современность" на международной научно-практической конференции “История и современность судебно-экспертного образования”[14][15][16]  г. Минск.
- Конференция "Актуальные проблемы судебной экспертизы и криминалистики"[17][18], г. Харьков.
- 8-я конференция Европейской академии судебно-экспертной науки[19][20], г. Лион, Франция.

### 2019 год
- Доклад[21] на тему "Соотношение государственного контроля и независимых основ функционирования судебной власти: уголовно-процессуальные ограничения" на I Международной научно-практической конференции "Актуальные вопросы судебной экспертологии", криминалистики и уголовного процесса"[22][23], г. Киев.
- Международный семинар "Порядок проведения экономических экспертиз по вопросам отмывания денежных средств"[24][25], г. Киев. Организаторы семинара ― Инструмент технической помощи и информационного обмена Европейской Комиссии (TAIEX) в сотрудничестве с Киевским научно-исследовательским институтом судебной экспертизы Министерства юстиции Украины

### 2020 год
- Принимала участие в организации II Международной научно-практической конференции "Актуальные вопросы судебной экспертологии, криминалистики и уголовного процесса", г. Киев[источник не указан 1256 дней].

### 2021 год
- I Всеукраинский форум судебных экспертов[26][27][28], г. Львов.
- В роли участника организационного комитета, модератора и докладчика на III Международной научно-практической конференции "Актуальные вопросы судебной экспертологии"[29], г. Киев.

## Публикации

### Монографии
- Нестор Н. В. Введение медиации в уголовном процессе Украины: проблемы теории и практики: монография. Киев: Правовое единство, 2018. — 182 с. Является рекомендованной[30][31][32] для изучения рядом вузов Украины по дисциплинам "Правовая конфликтология", "Медиация и восстановительное правосудие".
- Уголовный процессуальный кодекс 2012 года: идеология и практика правоприменения: коллект. монография. Одесса, 2018. (в соавт.).
- Нестор Н. В. Административно-правовые основы осуществления контроля за деятельностью судов (судей) в Украине: монография. / Под. ред. А. Н. Музычука. Харьков: ФОП Панов А. М., 2019. 424 с.

### Учебные пособия
- Нестор Н. В. Судебные экспертизы в процессуальном праве Украины: учеб. пособие. / Под. ред. А. Г. Рувина. Киев: Изд-во Лира-К, 2019. 424 с. (в соавт.). Является рекомендованной[33] литературой в учебных программах ряда ВУЗов и НИИ Украины.
- Нестор Н. В. Экспертизы в уголовном производстве: научно-практическое пособие. Киев: Норма права, 2020. 308 с. (в соавт.). Является рекомендованной[33] литературой в учебных программах ряда ВУЗов и НИИ Украины.

### Статьи
- Нестор Н. В. К вопросу совершенствования уголовного и уголовного процессуального законодательства Украины для борьбы с насилием в отношении женщин и домашним насилием. Вестник уголовного судопроизводства Архивная копия от 21 января 2022 на Wayback Machine[34]. 2017. № 4: Актуальные проблемы уголовного судопроизводства. С. 41-48.
- Нестор Н. В. Исторические аспекты развития системы контроля и надзора за работой суда и судей во времена княжества. Научный вестник публичного и частного права Архивная копия от 28 июля 2021 на Wayback Machine[35]. 2017. Вып. 2. Т. 2. С. 123—126.
- Нестор Н В. Правовое регулирование уголовных проступков: ретроспективный анализ. Частное и публичное право Архивная копия от 28 июля 2021 на Wayback Machine. 2017. № 3. С. 129—134.[36][37]
- Нестор Н. В. Проблемные вопросы толкования категории «интересы общества» во время судебного производства на основании соглашения о примирении. Право и общество Архивная копия от 28 июля 2021 на Wayback Machine.[38] 2017. № 3. С. 225—232.[39]
- Нестор Н. В. Проблемные аспекты законодательного обеспечения гарантий независимости судебного эксперта. Криминалистика и судебная экспертиза. Архивная копия от 28 июля 2021 на Wayback Machine[40] 2018. Вып. 63. Ч. 1. С. 36-41.[41]
- Нестор Н. В. Понятие стандартизации судебно-экспертной деятельности. Криминалистика и судебная экспертиза:[40] Межвед. метод. сб., посвящ. 55-й годовщине издания / КНИИСЭ Минюста Украины; редкол .: А. Г. Рувин (глав. ред.) и др. Киев, 2019. Вып. 64. С. 68-77.[42]
- Нестор Н. В. Проблемные вопросы юридического механизма контрольно-надзорной деятельности за судебной властью. Наше право Архивная копия от 28 июля 2021 на Wayback Machine[43]. 2019. № 3. С. 123—131.[44]
- Нестор Н. В. Теоретические характеристики предметной направленности мер контроля и надзора за судьями в Украине. Европейские перспективы Архивная копия от 28 июля 2021 на Wayback Machine[45]. 2019. № 3. С. 29-33.[46]

### Статьи в зарубежных периодических изданиях
- Нестор Н. В. Цели (задачи) контроля за деятельностью судов (судей) в Украине. Право и политика. 2017. № 4. С. 28–31. (Кыргызская Республика) Нестор Н. В. Особенности контроля как способа обеспечения законности в деятельности судебных органов Украины. Право и закон. 2018. № 3. С. 31–33. (Кыргызская Республика)  Нестор Н. В. Пределы контроля за деятельностью судей (судов) в Украине. Верховенство права. 2019. № 2. С. 206—210.
- Нестор Н. В. Участие международных организаций и других субъектов международного права в процессе контроля за деятельностью судей. Visegrad journal on human rights Архивная копия от 28 июля 2021 на Wayback Machine. 2019. № 4. Р. 24-29. (Словацкая Республика)[47]
- Нестор Н. В. Опыт осуществления контроля за деятельностью судов (судей) постсоветских стран и возможности его использования в Украине. Национальный юридический журнал: теория и практика. 2019. № 4 (38) С. 78–81.
- Nestor N.V. Economic crimes in international relations. International Journal of Management (Scopus Indexed Journal, 24 June 2020). 2020. Vol. 11, Is. 06, June. P. 395—405. (co-authored).
- Nestor N.V. Dynamics of development of economic crime and combating crime in different regions of the word. Revista San Gregorio Архивная копия от 28 июля 2021 на Wayback Machine (Web of Science). 2020. Вып. 42. С. 100—109. (co-authored)[48].